# جان أوستروفسكي
جان أوستروفسكي (بالفرنسية: Jan Ostrowski)‏ (14 أبريل 1999 بلوكسمبورغ في لوكسمبورغ - ) هو لاعب كرة قدم بولندي ولوكسمبورغي في مركز الوسط في دبي سيتي الإماراتي. لعب مع آينتراخت فرانكفورت و نادي فليتوود يونايتد.

## وصلات خارجية
- جان أوستروفسكي على موقع الاتحاد الأوربي (الإنجليزية)
- جان أوستروفسكي على موقع قاعدة بيانات كرة القدم.إي يو (الإنجليزية)
- جان أوستروفسكي على موقع ناشيونال فوتبول تيمز (الإنجليزية)
- جان أوستروفسكي على موقع Soccerway.com (الإنجليزية)
- جان أوستروفسكي على موقع عالم كرة القدم.نت (الإنجليزية)